# Fulgide
En chimie organique, un fulgide fait partie d'une classe de composés photochromiques constitués d'un noyau d'anhydride bisméthylène-succinique qui a un groupe aromatique comme substituant. Le système hautement conjugué est un bon chromophore. Il peut subir une photoisomérisation réversible induite par la lumière ultraviolette, convertissant entre les isomères E et Z, qui sont généralement des composés incolores. Contrairement à l'isomère Z plus stable, l'isomère E peut également subir une réaction électrocyclique photochimiquement induite, formant un nouveau cycle et devenant un produit distinctement coloré appelé forme C. C'est donc l'isomérisation Z–C en deux étapes qui est le changement photochromique à partir de la forme non cyclisée stable.

Structure chimique générale des fulgides sous forme non cyclisée. Pour cycliser, au moins un des quatre groupes R doit être un groupe aryle.